# Bultei
Bultei ist eine italienische Gemeinde (comune) in der Metropolitanstadt Sassari auf Sardinien mit 804 Einwohnern (Stand 31. Dezember 2023). Die Gemeinde liegt etwa 60 Kilometer südöstlich von Sassari.

## Geschichte
Einige Nuraghen und Domus de Janas erinnern an die prähistorischen sardischen Kulturen.

## Verkehr
Durch die Gemeinde führt die Strada Statale 128bis Centrale Sarda von Tirso nach Bonnanaro.